# Azurák Csaba
Azurák Csaba (Székesfehérvár, 1976. július 3. –) magyar riporter, a TV2 műsorvezetője 2001 és 2019 között. A Budapest Honvéd kommunikációs igazgatója volt 2019 és 2023 között.

## Élete
1998-ban végzett a Kodolányi János Főiskolán angol–kommunikáció szakon. A főiskola utolsó évében már szerződése volt a Magyar Rádióval. Ezután elvégezte a Budapesti Corvinus Egyetem politikai szakértő szakát is. 1998-ban kezdett dolgozni a Magyar Rádiónál, tudósításaiért 1999-ben megkapta a Honvédelmi Minisztérium ezüstkeresztjét, 2000-ben pedig a Vöröskereszt Médiadíját rádiós kategóriában.
2001-től a Napló munkatársa, szerkesztő-riportere, majd Sváby András távozása után 2002 és 2009 között pedig műsorvezetője. 2002 és 2004 között a Jó estét Magyarország, 2005 és 2006 között a Mutató, 2007 és 2009 között pedig a Mokka műsorvezetője. 2009 decembere és 2016 között a Tények műsorvezetőjeként tájékoztatta az országot a legfrissebb hírekről.
A Naplóban eltöltött évek alatt 2005-ben Tolerancia díjjal, 2006-ban pedig Zöld Toll díjjal jutalmazták.
2000-től a Magyar Politikatudományi Társaság tagja.
Oktatóként 2005 óta tevékenykedik, először a Komlósi Oktatási Stúdió tanára, ahol 2006-ban az év műhelytanára lett. 2007-től oktat Kodolányi János Főiskolán, a TV2 Akadémia tanári gárdáját pedig 2009 óta erősíti.
Nős, két lány édesapja.

## Műsorai
- Mokka
- Mutató
- Napló
- 1/1
- It takes 2
- Tények